# Sebastian Skube
Sebastian Skube (Novo mesto, 1987. április 3. –) szlovén válogatott kézilabdázó, a dán Bjerringbro-Silkeborg játékosa.

## Pályafutása

### Klubcsapatokban
Pályafutását a Trebnje csapatában kezdte. 2010-ben az RK Koperhez szerződött, ahol két szezont töltött el. 2012 nyarán lett az RK Celje játékosa. A Koperrel 2011-ben bajnokságot nyert, a Celjével 2013-ban és 2014-ben kupagyőztes volt, 2014-ben bajnok, valamint a regionális SEHA-ligát is megnyerte 2013-ban. A 2014–2015-ös szezonra előszerződést kötött a fehérorosz Dinamo Minszk csapatával, azonban a klub nehéz anyagi helyzete miatt az átigazolás végül nem valósult meg. Pályafutását a dán Bjerringbro-Silkeborgban folytatta, a csapattal pedig 2016-ban bajnokságot nyert.

### A válogatottban
2007 és 2016 között 127 mérkőzésen lépett pályára a szlovén válogatottban és 276 gólt szerzett. Részt vett a 2010-es és 2012-es Európa-bajnokságon, valamint a 2013-as világbajnokságon.

## Sikerei, díjai
- SEHA-liga-győztes: 2013
- Szlovén bajnok: 2011, 2014
- Szlovén Kupa-győztes: 2011, 2013, 2014
- Dán bajnok: 2016

## Családja
Öccse, Staš Skube szintén szlovén válogatott kézilabdázó, 2016 és 2018 között a MOL-Pick Szeged játékosa volt.